# Destello de corona
El destello de corona es un fenómeno meteorológico poco frecuente causado por fluctuaciones eléctricas en la atmósfera que afectan la alineación de los cristales de hielo. Se describe como un aumento en el brillo de una corona alrededor de nubes de tormenta, seguido de la aparición de serpentinas luminosas que se elevan hacia el cielo despejado. La explicación actual es que la luz solar se refleja o refracta en pequeños cristales de hielo ubicados sobre la corona de un cumulonimbo, y estos cristales se alinean debido al fuerte campo eléctrico que rodea a la nube. Esto genera formas luminosas que pueden parecer serpentinas altas, columnas de luz o incluso destellos semejantes a reflectores o linternas. Cuando el campo eléctrico se altera por cargas o rayos dentro de la nube, los cristales cambian rápidamente de orientación, haciendo que la luz “baile” con movimientos sorprendentes y mecánicos. Este fenómeno también se conoce como "parhelio saltarín". Al igual que con otros parhelios, la visibilidad depende de la posición del observador, ya que no es una luz propia sino un reflejo o refracción cambiante de la luz solar. A diferencia de los parhelios (que también se producen por la refracción de la luz solar a través de cristales de hielo) que permanecen estáticos, las estructuras del destello de corona se mueven y realinean en segundos, formando haces y bucles directamente sobre la nube, no a los lados del sol.
La primera descripción científica del destello de corona parece haberse publicado en la revista Monthly Weather Review en 1885, según el Libro Guinness de los Récords. También fue mencionado en la revista Nature en 1971,así como en una carta a la misma publicación un poco antes de ese año.Este fenómeno es considerado raro y poco documentado. Desde que en 2009 apareció el primer video en YouTube, se han difundido decenas de grabaciones que parecen capturar este fenómeno.